# Asobara gahani
Asobara gahani är en stekelart som först beskrevs av Papp 1969.  Asobara gahani ingår i släktet Asobara och familjen bracksteklar. Inga underarter finns listade.